# Internační tábor Atlit

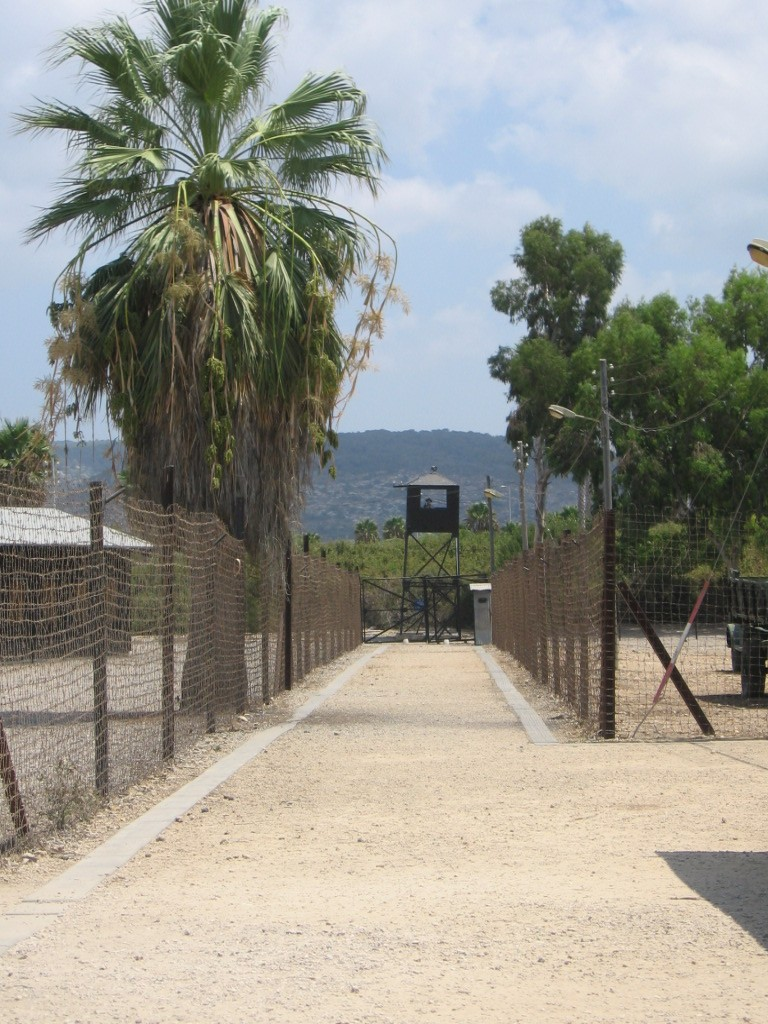
Vstup do muzea a bývalého internačního tábora Atlit

Internační tábor Atlit byl britský internační tábor pro židovské imigranty, kteří prchali do Palestiny během období Britského mandátu Palestina. Atlit se nacházel na izraelském středomořském pobřeží, přibližně 20 kilometrů jižně od Haify. V současnosti se v táboře nachází muzeum dějin Ha'apaly (ilegální židovské imigrace). Nedaleko stojí obec Atlit.

## Historie

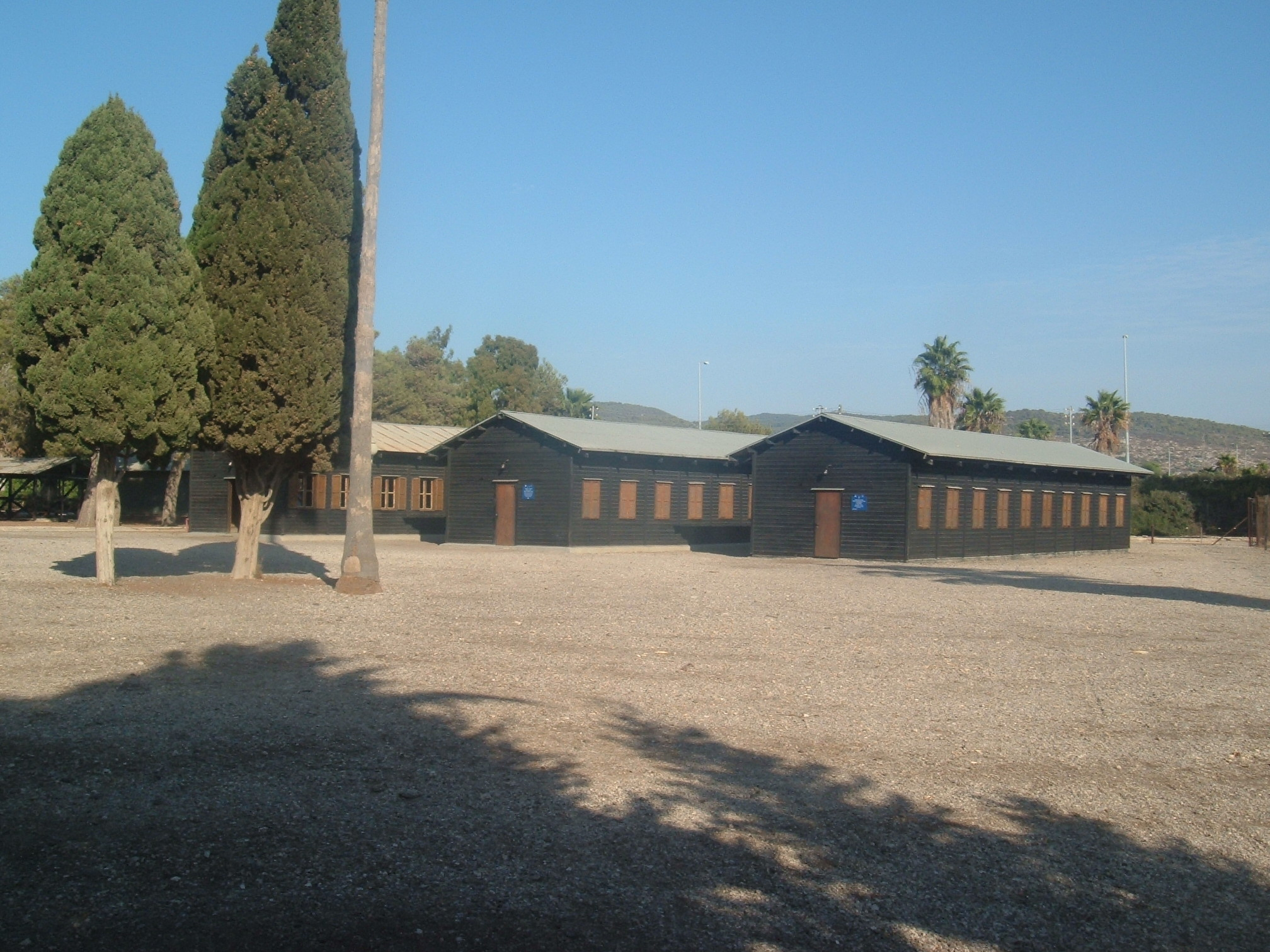
Vězeňské baráky v táboře

Vznik střediska pro internaci ilegálních běženců oznámily britské úřady 16. srpna 1939. Tábor Atlit byl obklopen ostnatým drátem a strážnými věžemi. Mnozí ze zadržovaných Židů byli přeživší holokaustu, kteří uprchli z nacisty okupované Evropy. Britská mandátní správa však přistoupila na arabské požadavky omezení židovské imigrace a odmítla povolit Židům vstup do země.

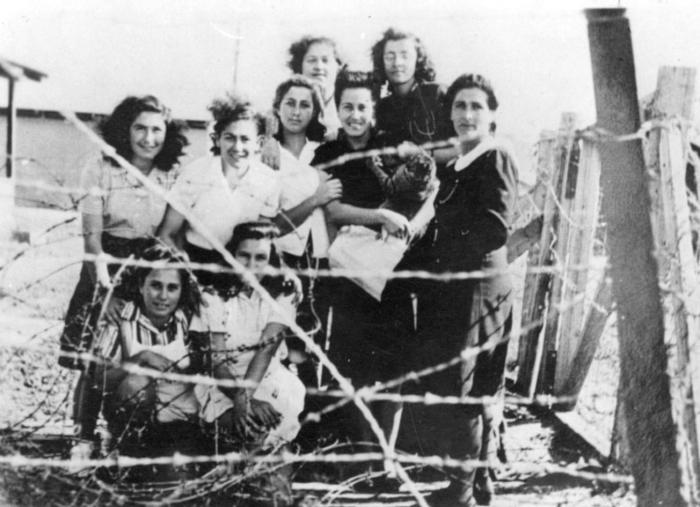
Vězněné příslušnice Irgunu v Atlitu

Po příchodu do tábora byli muži posláni na jednu stranu a ženy na druhou. Poté byli postříkáni DDT, museli se vysvléct a jít do sprch. V letech 1939 až 1948 zde byly internovány desítky tisíc židovských imigrantů, přičemž muži a ženy byli oddělení ostnatým drátem. Někteří z internovaných zůstali v táboře až 23 měsíců.
V listopadu 1940 se britská mandátní správa rozhodla poslat 5000 „ilegálních“ přistěhovalců do internačního tábora na ostrově Mauricius. Jednou z lodí, která se měla podílet na deportaci byla Patria. Deportaci se rozhodla zabránit židovská podzemní vojenská organizace Hagana, která 25. listopadu na bok lodi umístila výbušninu. Množství výbušniny a její účinky však byly chybně spočítány a loď se velmi rychle potopila. V té době bylo na palubě 1800 uprchlíků, z nichž 267 se při neštěstí utopilo. Přeživší této katastrofy byli internováni v Atlitu a nakonec nebyli posláni na Mauricius. Po několika měsících byli propuštěni na svobodu.
V březnu 1941 dorazila k Haifě loď Darien II s 800 uprchlíky. Všichni byli internováni v táboře, a to až do září 1942, kdy byl tábor zrušen. Znovu otevřen byl po skončení druhé světové války v roce 1945 v souvislosti se stále větším přílivem „ilegálních“ uprchlíků, kteří přicházeli do Palestiny. Většina z nich byli přeživší holocaust z internačních táborů v Evropě, kteří se do Palestiny dostaly pomocí tajných imigračních sítí (Bericha).
Dne 10. října 1945 vnikla do tábora elitní úderná jednotka Palmach (speciální jednotka Hagany) a umožnila uprchnout 208 internovaným. Celou akci naplánoval mladý důstojník Jicchak Rabin (pozdější izraelský premiér) a vedl ji Nachum Sarig. Po této události Britové deportovali internované Židy do internačních táborů na Kypru. Ty fungovaly od roku 1946 až do založení Izraele v roce 1948. Politika nucené internace v Atlitu ale trvala a například v květnu 1946 sem Britové poslali 1666 migrantů z lodi Max Nordau.